# Општина Рошија Де Амарадија (Горж)
Рошија Де Амарадија (рум. Roşia De Amaradia) општина је у Румунији у округу Горж.
Oпштина се налази на надморској висини од 482 m.